# Coniin
Coniin ist ein Pseudoalkaloid, das sich vom Piperidin ableitet. Es kommt in Pflanzen wie dem Gefleckten Schierling (Conium maculatum) vor und wirkt neurotoxisch. Bekanntestes Opfer des Coniins ist der griechische Philosoph Sokrates, der durch Gabe eines Schierlingsbechers im Jahre 399 v. Chr. hingerichtet wurde.

## Natürliches Vorkommen

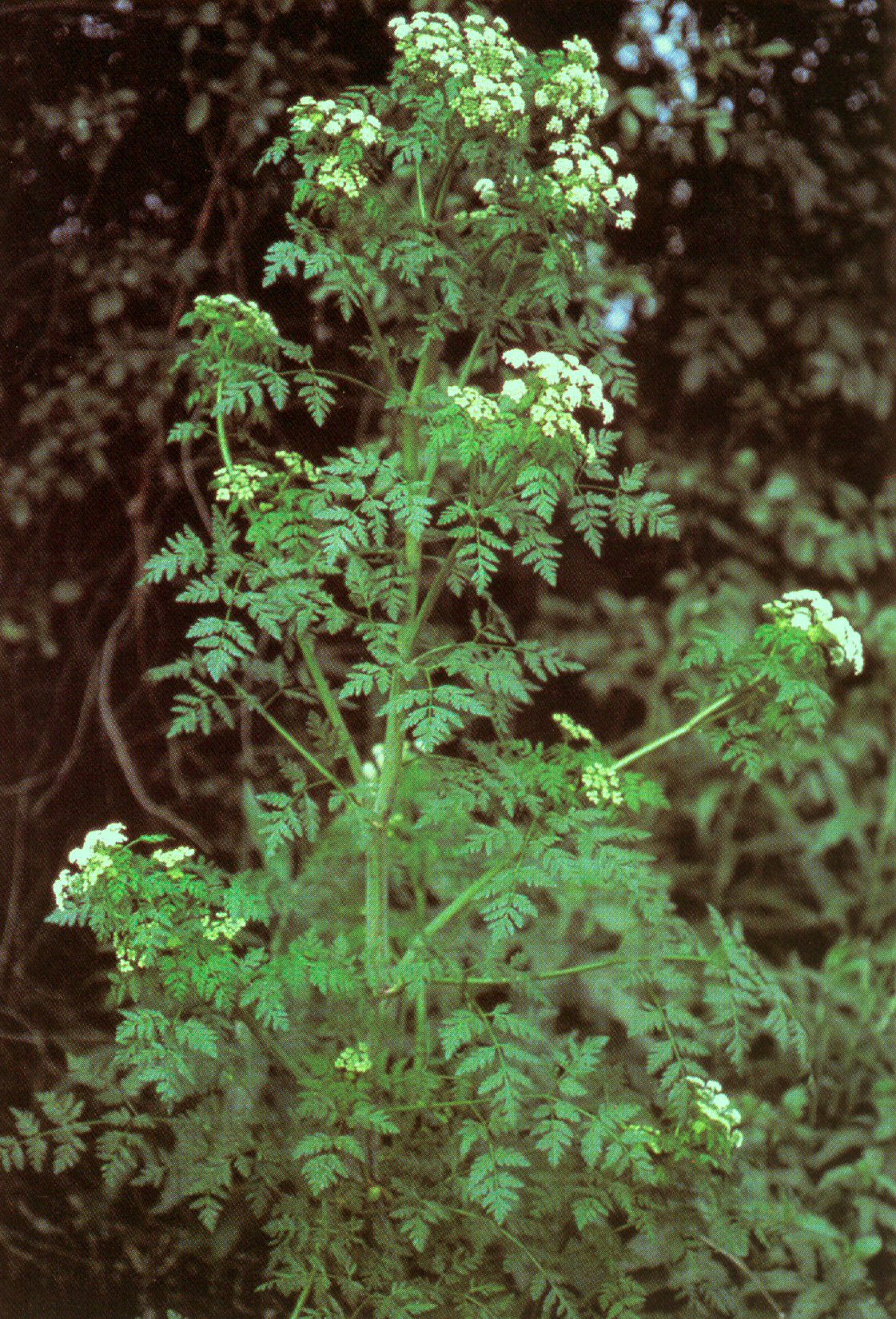
Der Gefleckte Schierling (Conium maculatum L.) riecht penetrant nach 'Mäuseharn', dies wird durch Coniin verursacht, das in allen Pflanzenteilen enthalten ist.

Coniin kommt außer im Gefleckten Schierling auch in anderen Pflanzen wie der Hundspetersilie (Aethusa cynapium) und der Gelben Schlauchpflanze vor. Alle Teile der Pflanzen enthalten den Giftstoff, besonders reichhaltig jedoch die Samen. Der Gefleckte Schierling enthält zwischen 1,5 und 2,0 % Piperidinalkaloide.
Als Entdecker des Coniins gilt der Heidelberger Pharmazeut Philipp Lorenz Geiger.

## Eigenschaften
Coniin ist eine klare, ölige Flüssigkeit mit brennend scharfem Geschmack und Geruch nach Mäuseharn. An der Luft färbt sich die Substanz schnell braun. Coniin löst sich wenig in Wasser (1 ml in 100 ml Wasser), aber sehr gut in Ethanol und Ether. Die spezifische Drehung [α]D beträgt +15,7°.

## Synthese
1886 gelang Albert Ladenburg die Synthese des Coniins über eine Knoevenagel-Kondensation als erste Synthese eines Alkaloids.
Dabei reagiert 2-Picolin mit Acetaldehyd in Anwesenheit einer Base unter Wasserabspaltung zu 2-Propenylpyridin, das an einem Katalysator zu racemischem Coniin hydriert wird:
Coniin wird heute technisch nicht mehr auf diese Weise hergestellt.

## Biosynthese der Conium-Alkaloide
Coniin gehört wie N-Methylconiin, Conhydrin und Pseudoconhydrin zur Gruppe der Conium-Alkaloide, die alle im Gefleckten Schierling vorkommen. Die Piperidin-Derivate werden in der Pflanze synthetisiert, indem zunächst vier C2-Einheiten zu einer 3,5,7-Trioxo-octansäure tetramerisiert, diese reduziert und nach einer Transaminierung zum γ-Conicein cyclisiert werden. Aus diesem Ausgangsstoff kann die Pflanze alle Conium-Alkaloide herstellen. Ein früher diskutierter Biosyntheseweg über Lysin wurde inzwischen widerlegt.

## Verwendung
Früher wurde Coniin als Hydrobromid oder Hydrochlorid als äußerliches Schmerzmittel in Einreibungen verwendet. Aktuell sind aufgrund der hohen Toxizität der Substanz keine medizinischen Verwendungen mehr bekannt.

## Sicherheitshinweise und Toxikologie
Coniin wird von Schleimhäuten und der intakten Haut gut resorbiert und entfaltet eine Nicotin- und Curare-ähnliche Giftwirkung, wobei die motorischen Nerven zunächst erregt, später jedoch gelähmt werden. Bei Berührung mit dem Saft der Pflanze kann eine Hautreizung, einhergehend mit Brennen, auftreten. Coniin ist bei der Einnahme durch einen besonders charakteristischen, brennenden Geschmack erkennbar. Im Hals- und Rachenbereich ruft es nach der Einnahme Mundschleimhautreizungen sowie vermehrten Speichelfluss hervor. Schwindel, Atemnot, Bronchialspasmen, Bewusstseinstrübung, Sehstörungen und Lähmungserscheinungen sind weitere Symptome. Die tödliche Dosis des Stoffes beträgt bei erwachsenen Menschen etwa 500 mg, was 6 bis 7 mg/kg Körpergewicht entspricht. Der Tod tritt nach 30 Minuten bis 5 Stunden bei vollem Bewusstsein durch Lähmung der Brustkorbmuskulatur ein.

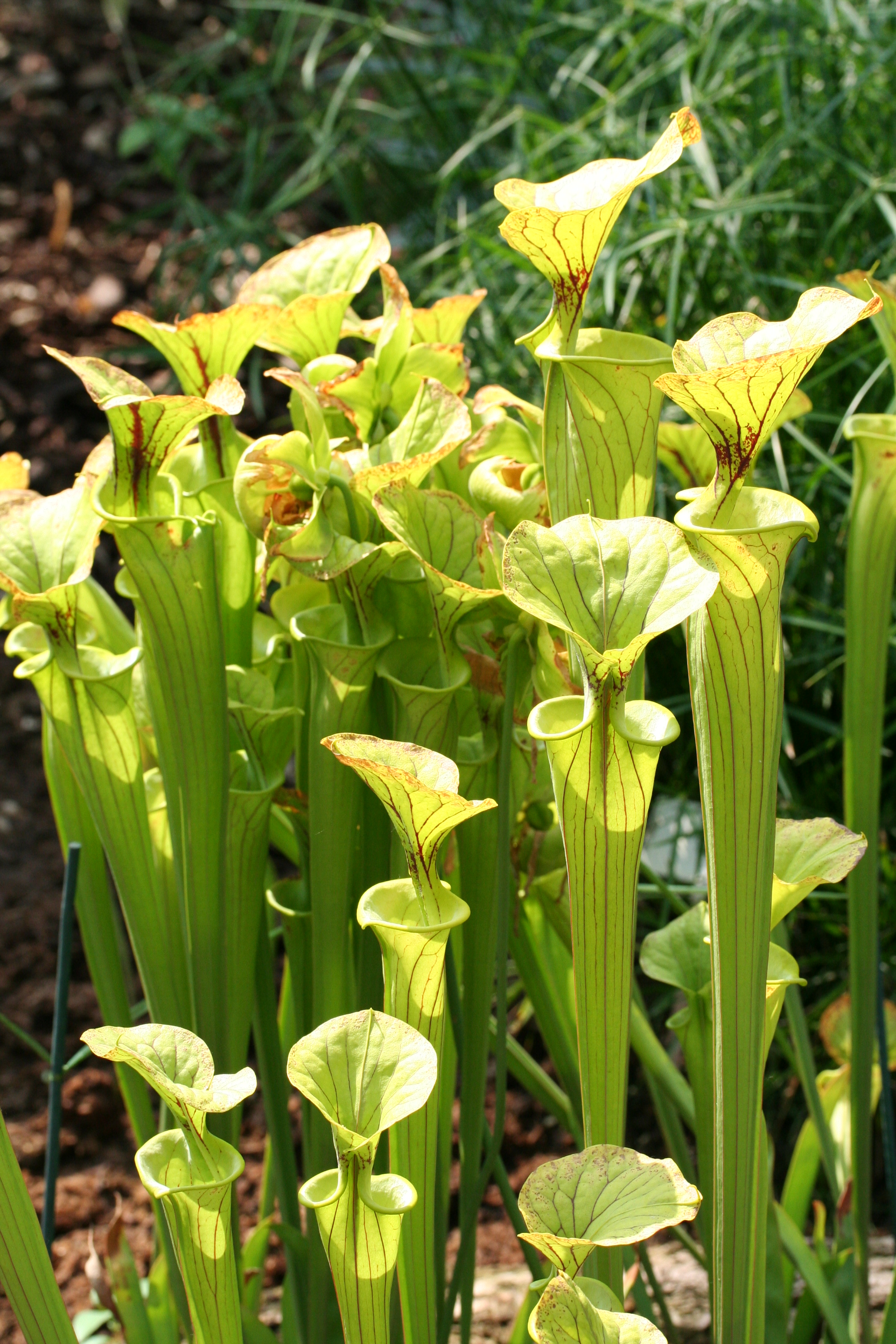
Gelbe Schlauchpflanze (Sarracenia flava)

Coniin besitzt im Gegensatz zum Nicotin des Tabaks, Anatoxin A einiger Cyanobakterien, Cytisin des Goldregens, Epibatidin der Baumsteigerfrösche und Arecolin der Betelnüsse eine antagonistische Wirkung auf die Acetylcholinrezeptoren ähnlich wie das Scopolamin, welches in Nachtschattengewächsen wie der Alraune oder dem Stechapfel vorkommt.
Coniin wirkt auch auf Insekten betäubend, im Sekret der Nektarien der (fleischfressenden) Gelben Schlauchpflanze unterstützt es den Beutefang der Pflanze.